# ECupid
eCupid je americký hraný film z roku 2011, který režíroval J. C. Calciano podle vlastního scénáře. Film popisuje osudy třicátníka Marshala, který není spokojen se svým životem. Název filmu představuje spojení názvů dvou reálných amerických internetových seznamek eHarmony a OK Cupid. Snímek měl světovou premiéru na Inside/Out Festivalu 23. května 2011.

## Děj
Marshall Thomas pracuje v reklamní agentuře a jeho partner Gabriel vlastní malou kavárnu. Žijí spolu už sedm let v Los Angeles. Gabriel má s kavárnou mnoho starostí a Marshall se cítí být osamělý a má pocit, že jejich vztah už není jako dřív. Navíc ho nebaví v práci, kde mu šéf dává jen podřadnou práci. Marshall si jednoho večera nainstaluje do počítače a na smartphone aplikaci nazvanou eCupid, která slibuje, že zlepší jeho partnerský život. Nicméně od té chvíle se mu naopak nic nedaří. V práci se seznámí s novým mladým praktikantem Keithem, se kterým oslaví své 30. narozeniny. Doma Gabriel zjistí, že si Marshal nainstaloval eCupid, aby si našel nového partnera a rozzlobeně se odstěhuje k přátelům. V následujících dnech plných nedorozumění Marshall zjistí, že jediný člověk, kterého kdy opravdu miloval, byl Gabriel.

## Obsazení
| Houston Rhines      | Marshall Thomas   |
| Noah Schuffman      | Gabriel Horton    |
| Matthew Scott Lewis | Keith             |
| Morgan Fairchild    | Venus             |
| Mike C. Manning     | Myles             |
| John Callahan       | Hutchington       |
| Galen Drever        | Dawson            |
| Brad Pennington     | Richard           |
| Gary Riotto         | Carson            |
| Chris Rubeiz        | Jimmy             |
| Scott Pretty        | organizátor party |